# Colle del Granon
Il Colle del Granon (2.413 m s.l.m. - in francese Col du Granon) è un valico alpino francese situato nelle Alpi Cozie. 

## Storia
La zona del forte venne fortificata con difese campali per contrastare l'eventuale aggiramento della piazza di Briançon da parte delle truppe del Regno d'Italia. Nel 1890 fu realizzata una serie di casermette per dare alloggiamento ai Chasseurs Alpins di stanza presso il colle. Negli anni Trenta del Novecento fu invece iniziata una opera Maginot, che però allo scoppio delle ostilità nel 1940 non era ancora stata completata.

## Geografia

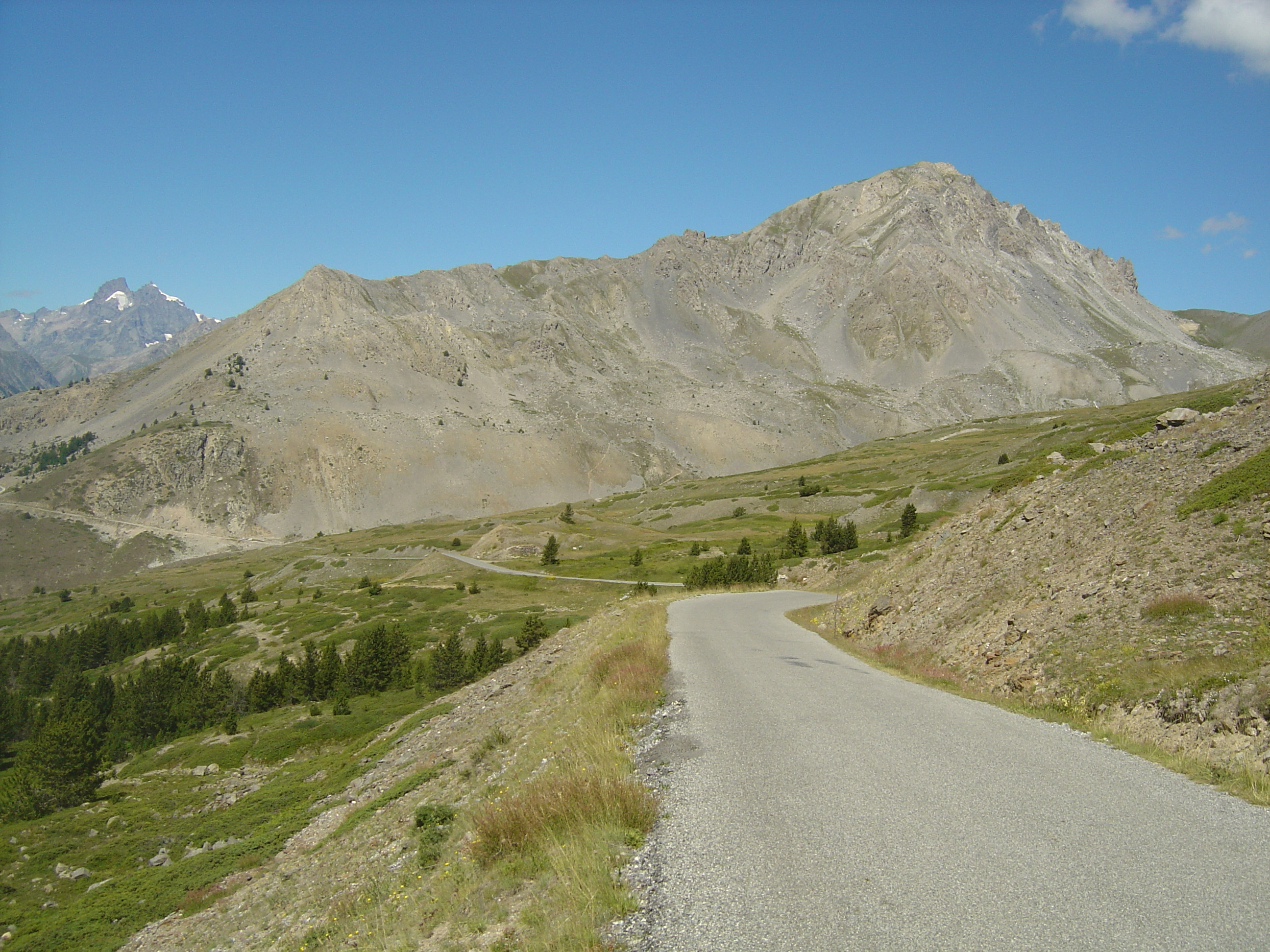
La strada del colle, con il Grand Aréa sullo sfondo

Il valico si trova nel dipartimento delle Alte Alpi e unisce la Valle della Guisane con la Valle della Clarée. Si apre tra La Gardiole (a nord-ovest) e il Grand Meyret. Una strada asfaltata lo collega con la Strada nazionale N91 e la parte centrale della Valle della Guisane, mentre uno sterrato realizzato nell'ambito della Linea Maginot dal colle permette di raggiungere il Fortino di Lenlon e il Fort de l'Olive.
Dal colle si gode un'ottima visuale, in particolare sulle montagne del massiccio des Écrins.

## Ciclismo
Il colle è sovente meta di gare ciclistiche. La partenza avviene generalmente da Briançon anche se il tratto più impegnativo inizia da Saint-Chaffrey. La strada che scende nella Valle della Clarée non è asfaltata.
L'11 luglio 2022 c'è stato l'arrivo della tredicesima tappa del Tour de France con vittoria del danese Jonas Vingegaard, che in quell'occasione prese la maglia gialla per poi tenerla fino alla fine del Tour vincendo la classifica generale.